# Francisco Antonio de Borja-Centelles y Ponce de León
Francisco Antonio de Borja-Centelles y Ponce de León (ur. 27 marca 1659 w Sassari, zm. 3 kwietnia 1702 w Calahorrze) – hiszpański kardynał.

## Życiorys
Urodził się 27 marca 1659 roku w Sassari, jako syn Francisca Carlosa Pascuala de Borjy y Centellesa (jego bratem był Carlos de Borja y Centellas). Studiował na Universidad de Orihuela i Uniwersytecie Alcalá de Henares, gdzie uzyskał doktorat utroque iure. Po przyjęciu święceń kapłańskich wykładał na macierzystej uczelni i został archidiakonem w Calahorrze. Był także członkiem rządu Królestwa Aragonii. 21 czerwca 1700 roku został kreowany kardynałem prezbiterem, jednak nigdy nie pojechał do Rzymu i nie otrzymał kościoła tytularnego. 18 lipca 1701 roku został wybrany biskupem Calahorry i trzynaście dni później przyjął sakrę. 3 kwietnia 1702 roku został arcybiskupem Burgos, jednak zmarł tego samego dnia.